# デル・リオ (カリフォルニア州)
デル・リオ（Del Rio）は、カリフォルニア州スタニスラウス郡にある国勢調査指定地域(CDP)である。